# John Soko
John Soko (ur. 5 maja 1968, zm. 27 kwietnia 1993) – zambijski piłkarz grający na pozycji obrońcy, reprezentant kraju. Zginął w katastrofie lotniczej u wybrzeży Gabonu. Był zawodnikiem klubu Nkana FC. Brał udział w Pucharze Narodów Afryki w 1990 i w 1992.